# Сражение при Кесарии (1073)
Сражение при Кесарии — сражение, произошедшее в 1073 году, в котором турки-сельджуки разбили византийские войска, которые возглавляли севастократор Исаак Комнин и его брат Алексей.

Сельджукский султанат

## Предыстория
После поражения в битве при Манцикерте новый император Михаил VII Дука назначил в 1073 году доместиком на востоке Исаака Комнина, поручив ему вместе со его братом Алексеем и Русселем де Байолем справиться с сельджукским вторжением, наводнившим Анатолию. Руссель, заместитель командующего, возглавлял наемный отряд из 400 норманнов. 
Фемное ополчение, составлявшее основу армии, было плохо вооружено, плохо обучено и недисциплинированно. В то время как византийская армия шла навстречу сельджукам, Исаак попытался навести в ней порядок, и тут же наткнулась на сопротивление Русселя, заявившего, что ни он, ни его норманны не обязаны подчиняться византийцам. Исаак настаивал на своем, Руссель откровенно угрожал вступить в бой не с турками, а с византийцами.  Когда византийцы прибыли в Кесарию, к которой приближалась сельджукская армия, норманны самовольно покинули византийский лагерь.

## Ход сражения
Узнав о приближении сельджуков, Исаак, оставив Алексея с небольшой стражей для охраны византийского лагеря, сам с остальным войском двинулся против врага. Ромеи первыми атаковали сельджуков, но попали в засаду и были разбиты. Многие из людей Исаака были убиты и взяты в плен. Исаак попытался остановить бежавших, но упал с коня и также был взят в плен. 
Алексей сумел навести порядок среди укрывшихся в лагере солдат. Ночью остатки войска все же покинули лагерь, и утром Алексей с удивлением обнаружил, что остался совсем один, поэтому также покинул лагерь перед лицом приближавшегося врага. Сельджуки разграбили оставленный лагерь и его обоз. 
Чуть позже аристократы Каппадокии собрали деньги и выкупили из плена Исаака Комнина. К 1077 году турки заняли большую часть Малой Азии и на захваченных территориях основали Румский султанат.